# Slovácko

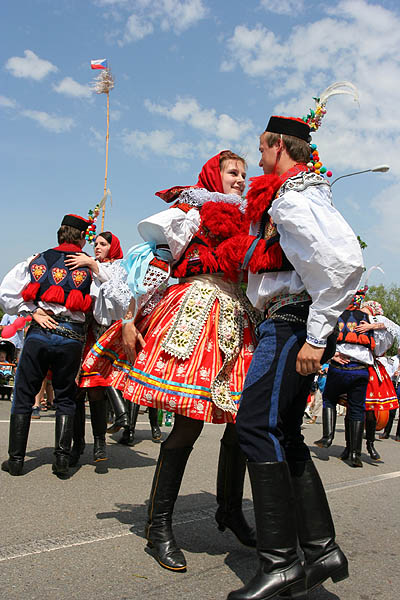
Costumi tradizionali indossati durante i balli dell'Jízda Králů Festival, che si svolge ogni anno a Vlčnov vicino a Uherské Hradiště.

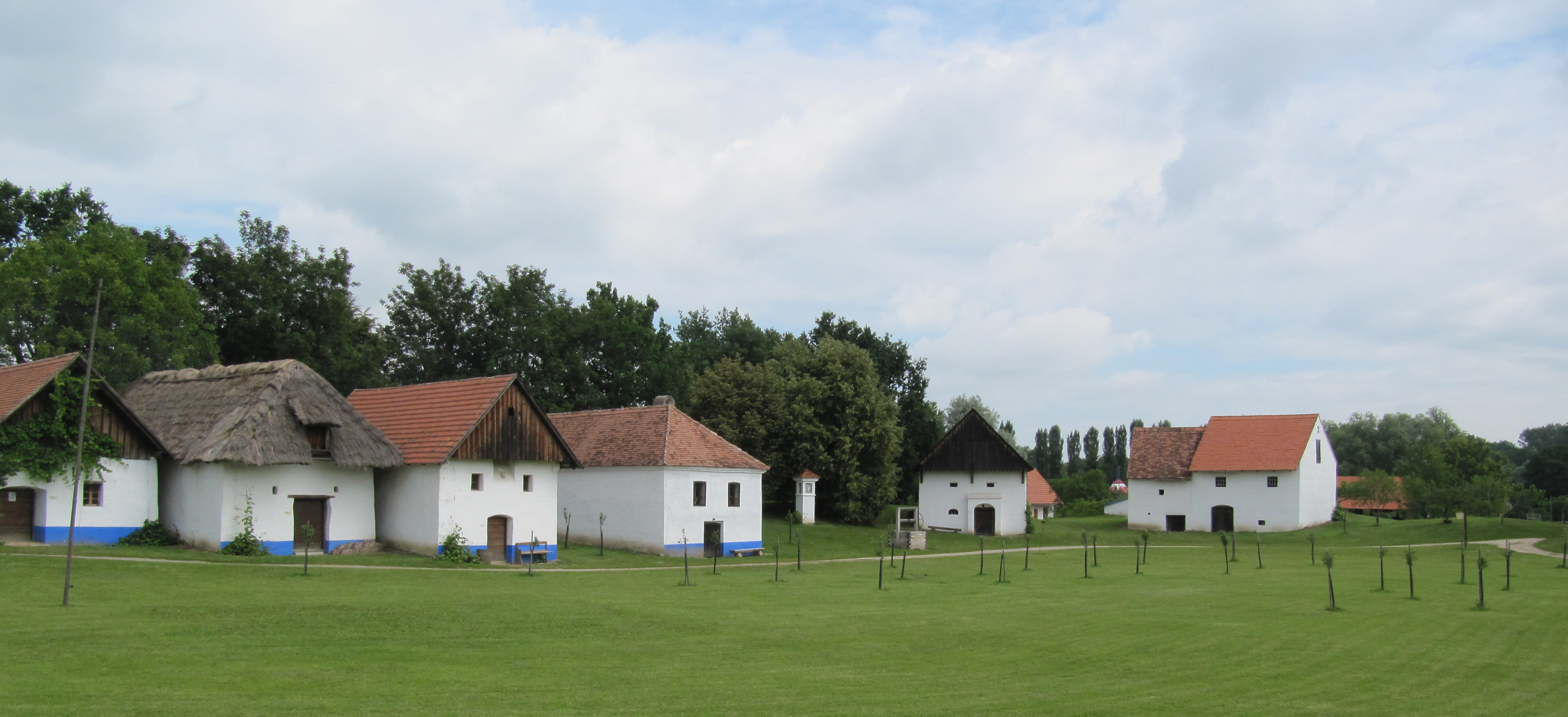
Museo all'aria aperta di a Strážnice: architettura popolare tipica della regione.

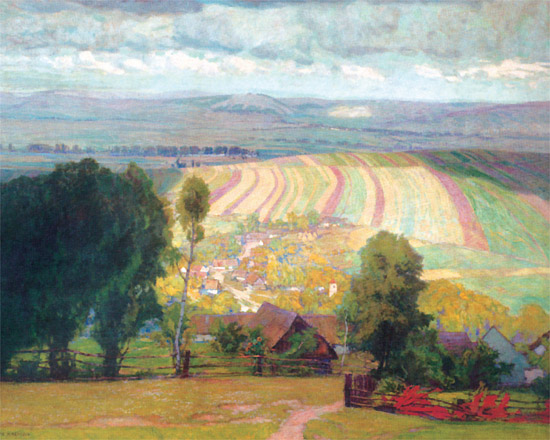
Il paesaggio della regione in un quadro di Alois Kalvoda.

Slovácko o Slovacchia morava (in ceco Slovácko) è una regione storica della Moravia, in Repubblica Ceca, che si trova al confine con la Slovacchia e l'Austria. 
Si distingue per il suo caratteristico folklore, per la musica (in cui si fa uso del cimbál), il vino (sia bianco: Müller-Thurgau, Grüner Veltliner, Pinot bianco e Riesling; sia rosso: St. Laurent, Blaufränkisch), i costumi tradizionali e le tradizioni.
Gli abitanti della regione sono Moravi e parlano il ceco e i dialetti moravi, che risentono dell'influenza della vicina lingua slovacca. Per queste affinità e legami con la Slovacchia, molti etnografi fino al XX secolo consideravano i Moravi-slovacchi come un'etnia che politicamente apparteneva alla Moravia e alle terre della Corona di Boemia, ma etnograficamente e culturalmente faceva parte del gruppo etnico slovacco. Anche gli abitanti di lingua tedesca della regione hanno avuto una notevole influenza sui dialetti della regione.

## Geografia
Il territorio di questa regione storica ricade amministrativamente in parte nella Regione di Zlín e in parte in Moravia Meridionale. Il centro più importante è Uherské Hradiště, che sorge sul fiume Morava. Altri centri importanti sono Uherský Brod, Břeclav, Hodonín, Strážnice e Kyjov. Nel IX secolo la regione fu al centro del principato della Grande Moravia.

## Tentativi di adesione alla Slovacchia
Nel periodo iniziale dell'occupazione tedesca della Cecoslovacchia e dell'istituzione del Protettorato di Boemia e Moravia prese piede un gruppo di attivisti vicino all'associazione culturale dei "Moravi etnici" che tentò la separazione dal Protettorato per aderire alla Prima Repubblica Slovacca. «I Moravislovacchi di Hodonín, Strážnice, Kyjov, Uherské Hradiště, Uherský Brod si considerano parte della nazione slovacca e danno il benvenuto alla creazione di una Repubblica Slovacca indipendente e sovrana, e ne riconoscono la sovranità anche sulla regione dei Moravislovacchi» fu la dichiarazione della società di Moravia-slovacca. Fu presentato un appello sulla presunta origine etnica dominante della popolazione della Moravia slovacca.
Nel 1940, il primo ministro slovacco Vojtech Tuka scrisse ad Adolf Hitler un memorandum, secondo cui «dentro i confini del Protettorato vive mezzo milione di Moravi slovacchi senza i diritti delle minoranze e la maggior parte di loro richiede l'annessione alla Slovacchia». Secondo il memorandum slovacco la regione da annettere alla Slovacchia avrebbe compreso le città di Hodonín, Kyjov, Strážnice, Veselí nad Moravou, Uherský Brod, Uherské Hradiště, Otrokovice, Zlín, Hranice, Valašské Meziříčí, Vsetín e Bylnice. Secondo una seconda mappa che accompagnava il memorandum il confine avrebbe dovuto correre lungo il percorso Valtice-Poštorná-Chorvatská Nová Ves-Podivín-Šakvice, quindi proseguire come la prima mappa per la città di Kroměříž e poi attraverso Holešov, Bystřici pod Hostýnem, Teplice nad Bečvou, Spálov, Odry.
Tuttavia, nessuna delle proposte ricevette il sostegno necessario ed entrambe furono respinte.